# 장황후 (촉한)
장황후(張皇后)는 촉한의 후주 유선(劉禪)의 황후이다. 장비(張飛)의 딸이며 경애황후(敬哀皇后)의 여동생이다.
건흥 15년(237년)에 귀인(貴人)이 되었고, 238년에 죽은 경애황후를 이어 황후에 올랐다. 촉한이 망한 후 1년이 지난 264년에 유선을 따라 낙양(落陽)으로 갔으며 유선이 안락공에 봉해지자, 장황후도 안락공부인에 봉해졌다.

## 같이 보기
- 삼국지 인물 목록